# Jean Vigo
Jean Vigo (ur. 26 kwietnia 1905 w Paryżu, zm. 5 października 1934 w Paryżu) – francuski reżyser i scenarzysta filmowy, przedstawiciel kina awangardowego.

## Życiorys
Urodził się w Paryżu. Był synem anarchisty Eugena Bonaventure de Vigo, który zmarł w więzieniu, gdy reżyser miał 12 lat.
Już od wczesnej młodości Jean miał poważne problemy zdrowotne (chorował na gruźlicę), co zaważyło na całym jego późniejszym życiu. W wieku 21 lat poważnie zachorował, 2 lata później powstał jego pierwszy film. Miał żonę (Elizabeth Łozińska – córka łódzkiego przemysłowca) i córkę Luce, która urodziła się w 1931. Wuj polskiego dokumentalisty Marcela Łozińskiego.
Zmarł w wyniku choroby mając 29 lat, nie doczekawszy premiery swojego pierwszego pełnometrażowego filmu.
Od 1951 jest przyznawana dla reżyserów nagroda jego imienia.

## Twórczość
Jean Vigo zdążył wyreżyserować zaledwie 4 filmy (wszystkie według własnego scenariusza). Dwa z nich (A propos Nicei i Tais, roi de l'eau) to dokumenty, a dwa kolejne (Pała ze sprawowania i Atalanta) – fabuły. Z powodu Pały ze sprawowania miał kłopoty z cenzurą, z kolei Atalanta jest uważana za jedno z największych osiągnięć francuskiego kina międzywojennego.
Vigo stworzył w swych filmach niepowtarzalny klimat, były one przesiąknięte radością płynącą z tworzenia kina. Mimo niezwykle skromnego dorobku jest uważany za jednego z najciekawszych twórców europejskiej awangardy filmowej. Nazywany jest „Rimbaudem filmu”.
Do fascynacji jego twórczością przyznaje się chociażby brytyjski reżyser Julien Temple, który nakręcił o swoim idolu film biograficzny pt. Vigo.

## Filmografia[2][6]
- A propos Nicei (A propos de Nice, 1930) – reżyseria, scenariusz
- Taris, roi de l'eau (1931) – reżyseria, scenariusz, montaż
- Pała ze sprawowania (Zero de conduite: Jeunes diables au college, 1933) – reżyseria, scenariusz, montaż, produkcja
- Atalanta (L'Atalante, 1934) – reżyseria, scenariusz